# ريتشارد بيتمان
ريتشارد بيتمان (بالإنجليزية: Richard Pittman)‏ (مواليد 10 مايو 1957) هو ملاكم من جزر كوك، مثّل بلاده في الألعاب الأولمبية الصيفية 1988.

## روابط خارجية
ريتشارد بيتمان على موقع بوكس ريك (الإنجليزية) (registration required)
- ريتشارد بيتمان على موقع أوليمبيديا (الإنجليزية)